# 미사와 나오토
미사와 나오토(일본어: 三沢 直人, 1995년 7월 7일~)는 일본의 축구 선수이다.

## 구단 경력
그는 2018년 J3리그의 YSCC 요코하마에 입단했다. 2019년부터 2020년까지 가이나레 돗토리에서 뛰었다. 2021년 J2리그의 교토 상가 FC로 이적했다. 2021년 J2리그 준우승으로 J1리그로 승격했다. 2023년까지 46경기에 출전하여, 4득점을 넣었다. 2024년 J2리그의 방포레 고후로 이적했다. 2025년 레노파 야마구치 FC로 이적했다.